# アイルランド赤十字社
アイルランド赤十字社（アイルランド語: Crois Dhearg na hÉireann, 英語: Irish Red Cross）は、アイルランドの赤十字組織。1939年1月1日に設立された。

## 活動
赤十字社はボランティアから組織されている。アイルランドで赤十字の運動は山岳救助、民間への応急処置講座、応急処置用設備、公共イベントでの救急車サービス、その他のコミュニティーサービスが含まれる。アイスランド外部では、救助、災害現場や戦闘区域での人道活動を行っている。
アイルランド赤十字社は救急船隊を持っており、訓練されたボランティアが公共イベントに参加している。アイルランド赤十字社はアイルランド政府から救急証明を提供されており、応急処置講座がいつでも提供されている。講座は、実用応急処置、職業応急処置マニュアル対応が含まれている。